# Olivier Maroy
Olivier Maroy (Ukkel, 7 juni 1962) is een Belgisch politicus voor de liberale MR en voormalig journalist en presentator bij de RTBF.

## Levensloop
De jonge Maroy werd actief in de sector van de vrije radio's. Hij werd presentator op Radio Star en was een van de oprichters van Radio Sud Inter, die uitzond in de streek van Ukkel. Na een mislukte fusie tussen Sud Inter en Radio Kiss was Maroy eind 1983 een van de oprichters van Fréquence 1, een Brusselse privéradiozender naar het rolmodel van de Franse zender Europe 1 en in 1986 werd herdoopt tot Top FM. Hij was er gedurende enkele maanden directeur informatie en werkte in die hoedanigheid samen met de geschreven pers. Ook werkte hij aan de productie van programma's als Les Belges du bout du monde en Grand nature.
In 1995 slaagde Maroy voor het journalistenexamen van de RTBF, waarna hij aan de slag ging bij het productiecentrum in Namen om er als journalist voor radio en televisie verslag uit te brengen over de politieke actualiteit van Wallonië. Ook presenteerde hij de verkiezingsshow van de RTBF voor de verkiezingen van 1999. Van 2001 tot 2003 was hij redactiesecretaris van het productiecentrum in Namen en van 2003 tot 2014 presenteerde hij op de RTBF het politieke debatprogramma Mise au Point. In 2014 nam Maroy ontslag bij de Franstalige openbare omroep om een politieke carrière aan te vatten voor de liberale MR.
Bij de Waalse verkiezingen van mei 2014 werd hij voor het arrondissement Nijvel verkozen in het Waals Parlement en onrechtstreeks in het Parlement van de Franse Gemeenschap. In het Waals Parlement was Maroy van 2014 tot 2017 lid van de commissies Lokale Besturen, Huisvesting en Energie en Leefmilieu, Ruimtelijke Ordening en Transport en legde hij zich toe op het afvalbeleid, mobiliteit, energie en huisvesting. In 2017 vertegenwoordigde hij zijn partij in de onderzoekscommissie naar het Publifinschandaal en hetzelfde jaar droeg hij bij aan de totstandkoming van het verbod op onverdoofd slachten. Van 2017 tot 2019 was hij in de Waalse assemblee ondervoorzitter van de commissie Lokale Besturen, Huisvesting en Sportinfrastructuren. In het Franse Gemeenschapsparlement was Maroy van 2014 tot 2019 lid van de commissies Cultuur en Kind en Hoger Onderwijs, Onderzoek en Media.
Hij werd herkozen bij de Waalse verkiezingen van mei 2019. In de legislatuur 2019-2024 werd Maroy in het Waals Parlement voorzitter van de commissie Openbaar Ambt, Toerisme en Erfgoed en lid van de commissie Leefmilieu, Natuur en Dierenwelzijn en in het Franse Gemeenschapsparlement nam hij zitting in de commissie Kind, Gezondheid, Cultuur, Media en Vrouwenrechten. In dit laatste parlement mengde hij zich in de debatten over de beheersovereenkomst van de RTBF, de onderfinanciering van bibliotheken en de integratie van kunstwerken in openbare gebouwen en in de Waalse assemblee beet hij zich vast in het dossier van PFAS-vervuiling via het drinkwater in Chièvres en Ronquières.
Bij de Waalse verkiezingen van juni 2024 was Maroy eerste opvolger in de kieskring Nijvel. Een maand later kon hij opnieuw zitting nemen in het Waals Parlement en het Parlement van de Franse Gemeenschap ter opvolging van Anne-Catherine Dalcq, die Waals minister werd.
Op lokaal niveau werd Maroy in oktober 2018 verkozen tot gemeenteraadslid van Orp-Jauche. Sinds december 2018 is hij er voorzitter van de gemeenteraad.